# آيت أولحيان (إخرضيضن)
آيت أولحيان هو دُوَّار يقع بجماعة إضمين، عمالة أكادير إدا وتنان، جهة سوس ماسة في المملكة المغربية. ينتمي الدوّار لمشيخة إخرضيضن التي تضم 8 دواوير. يقدر عدد سكانه بـ 110 نسمة حسب الإحصاء الرسمي للسكان والسكنى لسنة 2004.

## وصلات خارجية
- البوابة الوطنية للجماعات الترابية
- المندوبية السامية للتخطيط